# Біллі Саммерс
Біллі Саммерс (англ. Billy Summers) — кримінальний роман американського письменника Стівена Кінга, що побачив світ 3 серпня 2021 у видавництві «Чарльз Скрібнерз санс».

## Сюжет
44-річний Біллі Саммерс є найманим убивцею, у правила якого входить вбивство лише «поганих» людей. Він погоджується на останню перед відходом від справ роботу, яку йому дає знайомий мафіозі Нік Маджарян, обіцяючи велику винагороду за вбивство Джоела Аллена. Згодом у Біллі виникають побоювання, що Нік має намір «прибрати» його після виконання Саммерсом замовлення. Біллі виконує роботу, відразу після якої за ним розпочинається полювання, але йому вдається втекти.
Під час переховування, Саммерс знайомиться з 21-річною Еліс Максвелл. До зустрічі з Біллі, дівчина стала жертвою сексуального насильства. Саммерс допомагає їх прийти до тями та карає (не вбиваючи) її кривдників. Після цього, Біллі з'ясовує стосунки з Ніком.
Нік розкриває Біллі реального замовника вбивства, яким виявляється медіа-магнат Роджер Клерк. Саме останній був ініціатором вбивства Аллена та Саммерса як «зайвого свідка» такого вбивства. Клерк має інтимну пристрасть до неповнолітніх дівчат. Еліс видає себе за підлітка та разом з Саммерсом зустрічаються з Клерком у його резиденції, де Клерка застрілюють. На шляху Біллі та Еліс назад мати одного з хлопців Ніка, якого Біллі серйозно травмував під час візиту Біллі до Ніка, смертельно ранить Біллі.
Упродовж всієї історії Біллі пише власну автобіографічну книгу, яку закінчує Еліс вже після його смерті.

## Персонажі
- Біллі Саммерс (англ. Billy Summers) — головний герой, найманий вбивця та колишній морський піхотинець та ветеран війни в Іраку.
- Джоел Аллен (англ. Joel Allen) — об'єкт замовлення для Біллі Саммерса.
- Роджер Клерк (англ. Roger Klerke) — медіа-магнат, один з двох антагоністів за сюжетом (разом з Ніком Маджаряном), замовляв Аллену вбивство Патріка та, згодом, Саммерсу вбивство Аллена.
- Патрік Аллен (англ. Patrick Klerke) — син Роджера, вбитий на замовлення батька.
- Нік Маджарян (англ. Nick Majarian) — зв'язуюча ланка між Роджером та Біллі, один з двох антагоністів за сюжетом (разом з Роджером Клерком).
- Еліс Максвелл (англ. Alice Maxwell) — подруга Біллі.
- Бакі Генсон (англ. Bucky Hanson) — товариш Біллі, який, з-поміж іншого, після його смерті допомагає Еліс влаштуватись у житті.
- Френк (англ. Frank) — підручний Ніка, якого серйозно травмує Біллі.
- Мардж (англ. Marge) — мати Френка, яка працює у Ніка.

## Історія створення
В інтерв'ю Стівен Кінг зізнався, що образ головного героя прийшов до нього зненацька, коли Кінг «розповідав собі казки на ніч». Автор зазначив:
|  | Я почав думати про вбивцю, якому довелося зробити постріл і відступити з п'ятого поверху або верхнього поверху будівлі. Я запитував себе: «Як він це зробить?». І я засинав багато ночей поспіль, думаючи про різні можливості, різні способи, які могли б спрацювати. І поступово історія почала виходити з цього. |

Як відзначив сам автор, він гадки не мав, що у книзі буде стільки саме про письменництво, особливо про його рятівну силу. Кінг додав до тексту свої думки щодо роботи над чернеткою рукопису, хоча сюжет залишився дуже кримінальним.

## Екранізація
У лютому 2022 року видання Deadline Hollywood повідомило, що роман буде адаптовано до десятисерійного обмеженого телесеріалу з Дж. Дж. Абрамсом, Кінгом, Едвардом Цвіком і Маршаллом Герсковітцем як виконавчими продюсерами. У лютому 2023 року компанія Warner Brosers придбала проект і розробляла його в повнометражний фільм, а Цвік і Герсковіц написали сценарій. Продюсуванням фільму займатимуться компанії Bad Robot і Appian Way.

## Видання українською
- Кінг С. Біллі Саммерс: роман / Пер. з англ. В. Куча, О. Любенко. — Харків : Книжковий клуб «Клуб Сімейного Дозвілля», 2022. — 608 с. — 4 500 прим. — ISBN 978-617-12-9601-5.